# Taraxacum scopulorum
Taraxacum scopulorum là một loài thực vật có hoa trong họ Cúc. Loài này được (A.Gray) Rydb. miêu tả khoa học đầu tiên năm 1900.